# Taylor Cole
Pour les articles homonymes, voir Taylor Cole (baseball) et Cole.
Taylor Cole, née le 29 avril 1984 à Arlington au Texas, est une actrice américaine. Elle a participé aux séries Summerland et Les Experts : Miami.

## Biographie
En 2004, Taylor Cole rejoint la distribution de la série Summerland, puis d'autres séries télévisées comme Numb3rs, Les Experts, Les Experts : Miami et Supernatural. Au cours de l'année 2004, elle apparaît dans deux clips vidéos : dans True du chanteur pop américain Ryan Cabrera et dans Scars du groupe de métal alternatif Papa Roach.
En 2006, elle joue dans le téléfilm Au-delà des limites, et incarne le personnage principal du clip de Tears Don't Fall du groupe de Metalcore gallois Bullet For My Valentine.
En 2008, elle fait une brève apparition dans Heroes (saison 3, tome 5). En 2009, Taylor obtient un petit rôle dans le film 12 Rounds, dans lequel joue également le catcheur John Cena. Elle y joue Erica, petite amie d'un bandit qui finit percutée par une voiture en essayant d'échapper à son arrestation.
En 2010, Elle devient une tueuse professionnelle dans la série The Event.
En 2011, Taylor Cole apparaît dans le clip de Mayer Hawthorne, The Walk.
En 2012, elle joue le rôle de Jennifer Starke dans la saison 3 de The Glades.

## Vie privée
Le 20 juin 2020, Cole et le producteur Cameron Larson se sont mariés lors d'une cérémonie en direct depuis le lac Tahoe[réf. nécessaire].

## Filmographie

### Cinéma
- 2007 : Movin G
- 2008 : Loaded (en) : Alex
- 2008 : An American in China : Jennifer
- 2008 : Avril sanglant (April Fool's Day) : Desiree Cartier
- 2009 : 12 Rounds : Erica Kessen
- 2009 : Clones : Employée service juridique
- 2010 : The Violent Kind : Shade
- 2011 : The Green Hornet : Une fille dans la limousine
- 2011 : Melvin Smarty : June
- 2012 : Dumbbells : Rachel Corelli
- 2014 : The Ganzfeld Experiment (The Ganzfield Haunting) : Beckett
- 2016 : Swap (Weaponized) : Angela Walker
- 2016 : Faux Semblants (Below the Surface) de Damián Romay : Monica
- 2018 : 1st Born : Kate

### Télévision

#### Téléfilms
- 2006 : Au-delà des limites (All You've Got) : Kaitlan
- 2008 : Hors circuit (Finish Line) : Jessie Chase
- 2013 : La Femme du révérend : Brianna Daniels
- 2015 : Unis par le sang (Bad Blood) : Lauren Malone
- 2016 : La talentueuse Mademoiselle Cooper (My Summer Prince) : Mandy Cooper
- 2016 : Amour à la carte (Appetite for Love) : Mina Jones
- 2016 : Noël avec une star (Christmas in Homestead) : Jessica McEllis
- 2017 : Coup de foudre et petits mensonges (The Art of Us) : Harper Higgins
- 2017 : Le festival de Noël (Christmas Festival of Ice) : Emma Parkers
- 2018 : Coup de foudre sous la neige (One Winter Weekend) : Cara Huntley
- 2018 : Coup de foudre et gourmandises (Falling for You) : Lacey Hathaway
- 2019 : Coup de foudre sous la neige 2 ou Des fiançailles sous la neige (One Winter Proposal) : Cara Huntley
- 2020 : Coup de foudre à la Saint-Valentin (Matching Hearts) : Julia Palmer
- 2021 : Mariage Parfait sous la Neige (One Perfect Wedding) : Cara Huntley
- 2021 : Notre incroyable anniversaire (South beach love) : Sara Kelly
- 2022 : Le secret d’un Noel parfait de Michael Robinson : Hayley
- 2023  : Un mariage sous les tropiques  (Aloha heart) : Sara
- 2024  : La mission secrète de la mère Noël  (A Reason for the Season) : Evie Lane

#### Série de téléfilmsLes petits meurtres de Ruby
- 2019 : Les petits meurtres de Ruby : Témoin silencieux (Ruby Herring Mysteries: Silent Witness) de Paul Ziller
- 2019 : Les petits meurtres de Ruby : Héritage empoisonné (Ruby Herring Mysteries: Her Last Breath) de Fred Gerber
- 2020 : Les petits meurtres de Ruby : Prédiction mortelle (Ruby Herring Mysteries: Prediction Murder) de Neill Fearnley

#### Séries
- 2004-2005 : Summerland : Erika Spalding
- 2006 : Numb3rs, épisode Le Dessous des cartes : Brandi
- 2006 : Les Experts, épisode  Filles à papa  : Bianca Desmond
- 2006 : Supernatural, épisode Le Tableau hanté : Sarah Blake
- 2006 : Les Experts : Miami, épisode  Ne quittez pas ! : Taylor
- 2008 : Do Not Disturb (en), épisode Pilot : Tasha
- 2008-2009 : Heroes: The Recruit, mini-série : Rachel Mills
- 2009 : Heroes, épisodes Notre père, La chasse est ouverte, Vulnérables et Tout le pouvoir du monde : Rachel Mills
- 2009 : Cold Case : Affaires classées, épisode  Mauvaise fortune : Nikki Atkins
- 2009 : Melrose Place : Nouvelle Génération, épisode Les Oiseaux de nuit : Trudy Chandler
- 2009 : Secret Girlfriend (en), 6 épisodes : Martina
- 2010 : NCIS : Enquêtes spéciales, épisode Plaisir coupable : Charlotte Cook
- 2010 : Entourage, épisode : Dramédie : Elle-même
- 2010-2011 : The Event : Vicky Roberts (16 épisodes)
- 2011 : Mon oncle Charlie, épisode Merci pour le coït : Mélanie Laughlin
- 2011-2012 : Les Experts : Miami, saison 10, 10 épisodes : Samantha Owens
- 2012 : Hawaii 5-0, épisode Ua Hala : Hillary Chaver
- 2012 : The Glades, saison 3, épisodes 3 à 10 :  Jennifer Starke
- 2013 : Castle, épisode  Une soirée qui tue : Regina Cane
- 2013 : Supernatural, épisode  Jeu de massacres : Sarah Blake
- 2015 : Ballers, épisode Pilote : Stéphanie Michaels
- 2015 : Impastor, saison 1, épisodes 8 à 10 : Yvette
- 2016 : Frankenstein Code, épisode Métamorphose : Jilly
- 2016-2017 : The Originals, épisode Seul avec les autres et saison 4, 10 épisodes : Sofya Voronova
- 2017-2018 : Salvation,  épisode Bons baisers de Russie et saison 2, 5 épisodes : Fiona Lane